# 김지원 (권투 선수)
김지원(한자: 金知元, 1959년 8월 6일 서울 ~ )은 대한민국의 전 권투 선수이자 슈퍼 밴텀급 부문에서 무패 세계 챔피언이었다. 무패로 은퇴한 단 15명의 세계 복싱 챔피언 중 한 명이다. 총 파이트 수는 18회이다.

## 아마추어 경력
1978년 파키스탄 카라치에서 열린 아시아주니어아마추어복싱선수권대회에서 플라이급(-51kg) 금메달을 획득하면서 주목을 받기 시작했다.
1979년 베네수엘라 카라카스에서 열린 CISM 아마추어 복싱 선수권대회 플라이급 최종전에서 오우다히 모하마드 아민(알제리)을 1회전 KO로 꺾고 금메달을 획득했다.
1980년 2월 인도 봄베이에서 열린 아시아아마추어복싱선수권대회에 참가했다. 그곳에서 그는 플라이급 부문에서 금메달을 획득했다. 1980년 4월, 킹스컵 복싱 결승전에서 세계 아마추어 복싱 선수권 동메달리스트 루마니아의 콘스탄틴 티토이우를 꺾고 플라이급 금메달을 획득했다.
1981년 킹스컵 복싱에서 밴텀급 금메달을 획득했고, 결승전에서 영연방 게임 금메달리스트 케냐의 후세인 칼릴리를 꺾었다.

## 프로 경력
1983년 5월 17일, 왼손잡이인 김지원은 한국 슈퍼 밴텀급 타이틀에서 천찬중을 물리쳤다. 4개월 후 그는 비어 있는 동양태평양복싱연맹(OPBF) 타이틀을 놓고 리틀 방고얀과 싸워 12라운드 판정으로 타이틀을 획득했다. 다음 해에 김지원은 리토 코르테스(KO 2), 롤란도 나바로(PTS 12), 펠 말라탁(TKO 6) 등을 상대로 자신의 OPBF 타이틀을 5번 방어했다.
1985년 1월 3일 컨트리맨이자 국제 복싱 연맹 슈퍼 밴텀급 챔피언 서성인과 싸웠다. 10라운드 무실점으로 승리했다. 미래의 WBO 페더급 챔피언 루벤 다리오 팔라시오스(15승, 1985년 3월 30일), 전 IBF 슈퍼 밴텀급 챔피언 바비 베르나(KO 4, 1985년 6월 28일), 서성인(KO 1, 1985년 10월 9일) 및 루디 카시카스(KO 2, 1986년 5월 2일)을 상대로 자신의 타이틀을 4번이나 성공적으로 방어했다.
1986년 12월, 연극 배우이자 가수가 되기 위해 권투에서 은퇴하여 16승, 무패, 2무의 기록을 세웠으며, 둘 다 같은 권투 선수에게서 무승부를 기록했다. 무패로 은퇴한 몇 안 되는 세계 챔피언 중 한 명이 된다.